# René Temmink
René Temmink (né le 24 juin 1960 à Deventer, Overijssel) est un ancien arbitre néerlandais de football des années 1990 et 2000. Il fut arbitre international de 1995 à 2006, année où il arrêta sa carrière.

## Carrière
Il a officié dans des compétitions majeures : 
- Coupe du monde de football des moins de 17 ans 1997 (2 matchs)
- Coupe des Pays-Bas de football 2001-2002 (finale)
- Supercoupe de l'UEFA 2005
- Supercoupe des Pays-Bas de football 2006